# Bundesautobahn 661
De Bundesautobahn 661 (kortweg A661) is een Duitse autosnelweg in de deelstaat Hessen van Oberursel via Frankfurt am Main en Offenbach am Main naar Egelsbach.

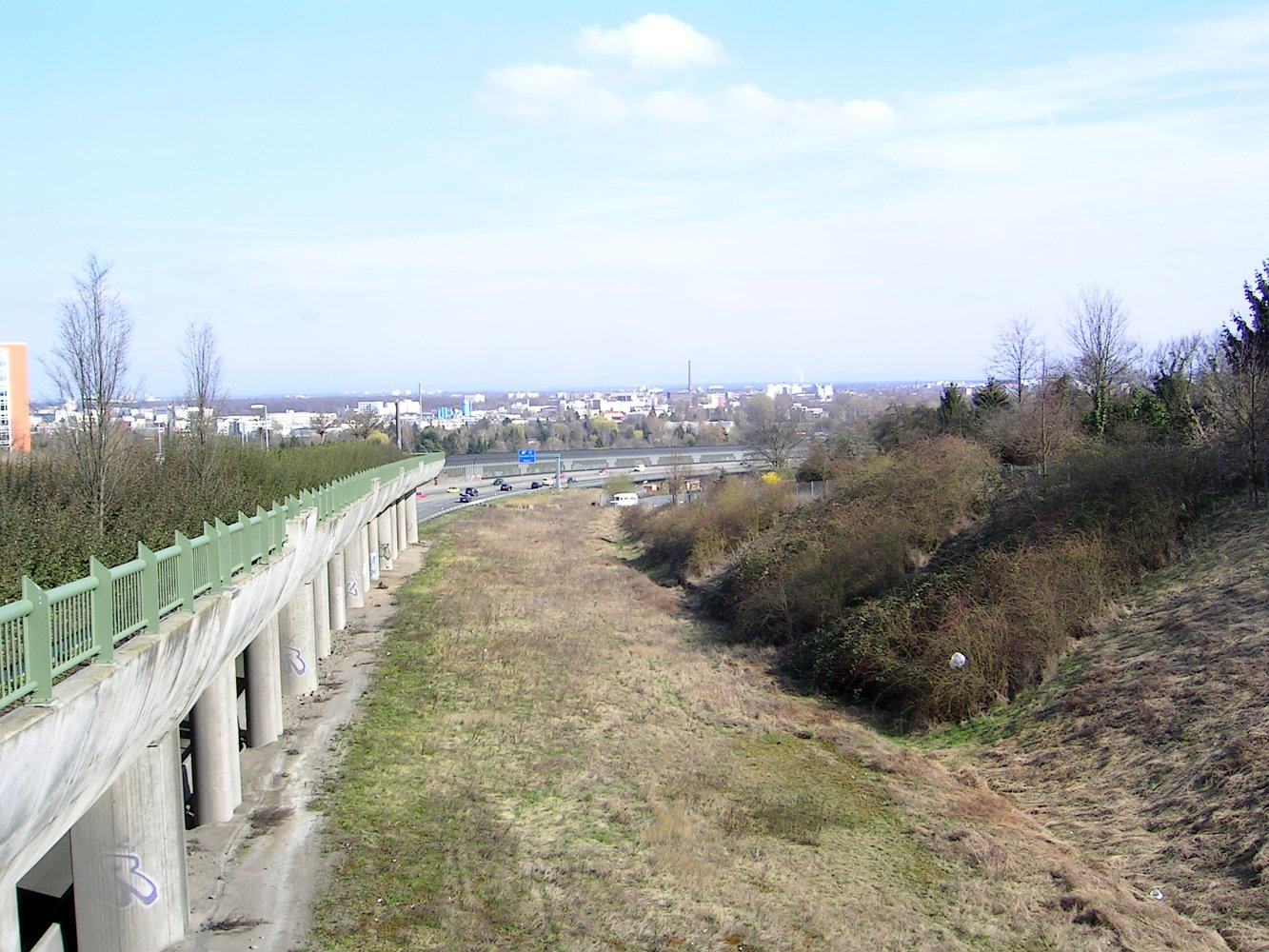
De zogenaamde Galerie Seckbach bij Frankfurt-Seckbach.

Het eerste gedeelte van de A661 dat opengesteld werd was het gedeelte tussen de aansluitingen Bad Homburg en Frankfurt-Bonames (voormalige aansluiting 5b, tegenwoordig gesloten). Hoewel de bouw naar Oberursel snel volgde, duurde het nog enige tijd voordat de snelweg tot Frankfurt-Eckenheim verder aangelegd werd, in de tussentijd is er zelfs een tijd lang een provisorische aansluiting geweest tussen de aansluitingen Bonames en de wijk Eschersheim. Wederom jaren later volgde de verlenging tot de aansluiting Friedberger Landstraße. Het gedeelte tussen Offenbach en Egelsbach was al aangelegd. Dit gedeelte was in eerste instantie voorzien als verlenging van de A49. Toen duidelijk werd dat de A49 niet tot Offenbach zou worden doorgetrokken werd dit gedeelte omgenummerd tot A661. De daartussen gelegen onderbreking werd in gedeelten aangelegd en in 1995 geopend.

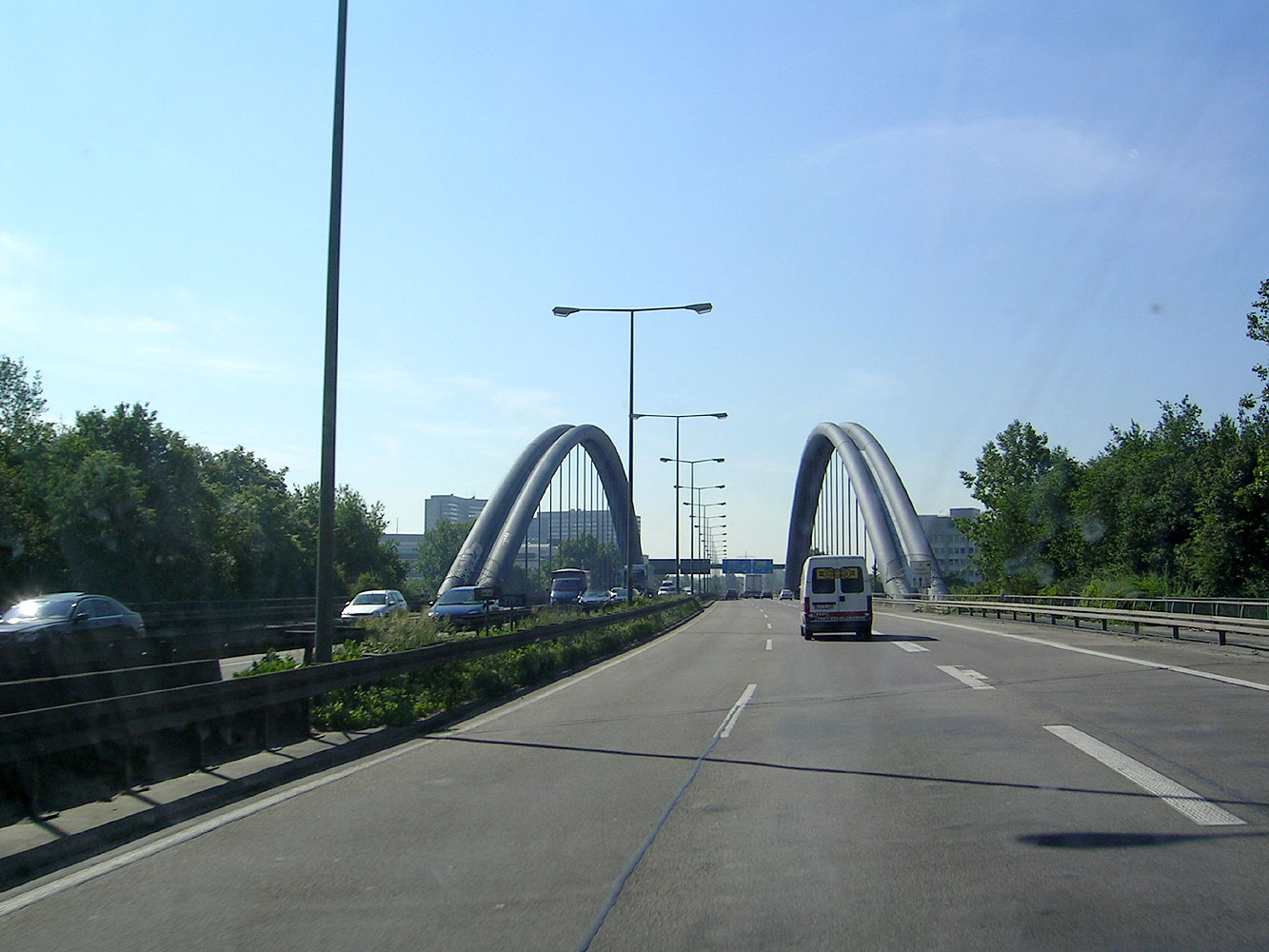
De Kaiserleibrücke over de Main tussen Frankfurt en Offenbach am Main.

Op het nieuwste gedeelte tussen de aansluitingen Friedberger Landstraße en Frankfurt-Ost zijn de rijstroken omwille van besparende redenen erg smal uitgevoerd, daarnaast ontbreken de vluchtstroken en is de middenscheiding uitgevoerd als één meter hoge betonmuur. Van het geplande tracé werd tot 1995 maar de helft gebouwd. Dit kwam vooral door de bij de Bornheimer Hang' noodzakelijke brug. Hier werden de rijstroken van beide rijrichtingen versmald. De uiteindelijke versie van dit gedeelte voorziet bij aansluiting op de A66 zes rijstroken in beide richtingen en de bouw van twee bruggen over het Seckbacher Tal (270 meter) en het Erlenbruch (200 meter). De werkzaamheden zijn in de zomer van 2007 begonnen en in 2009 staat de afronding gepland.

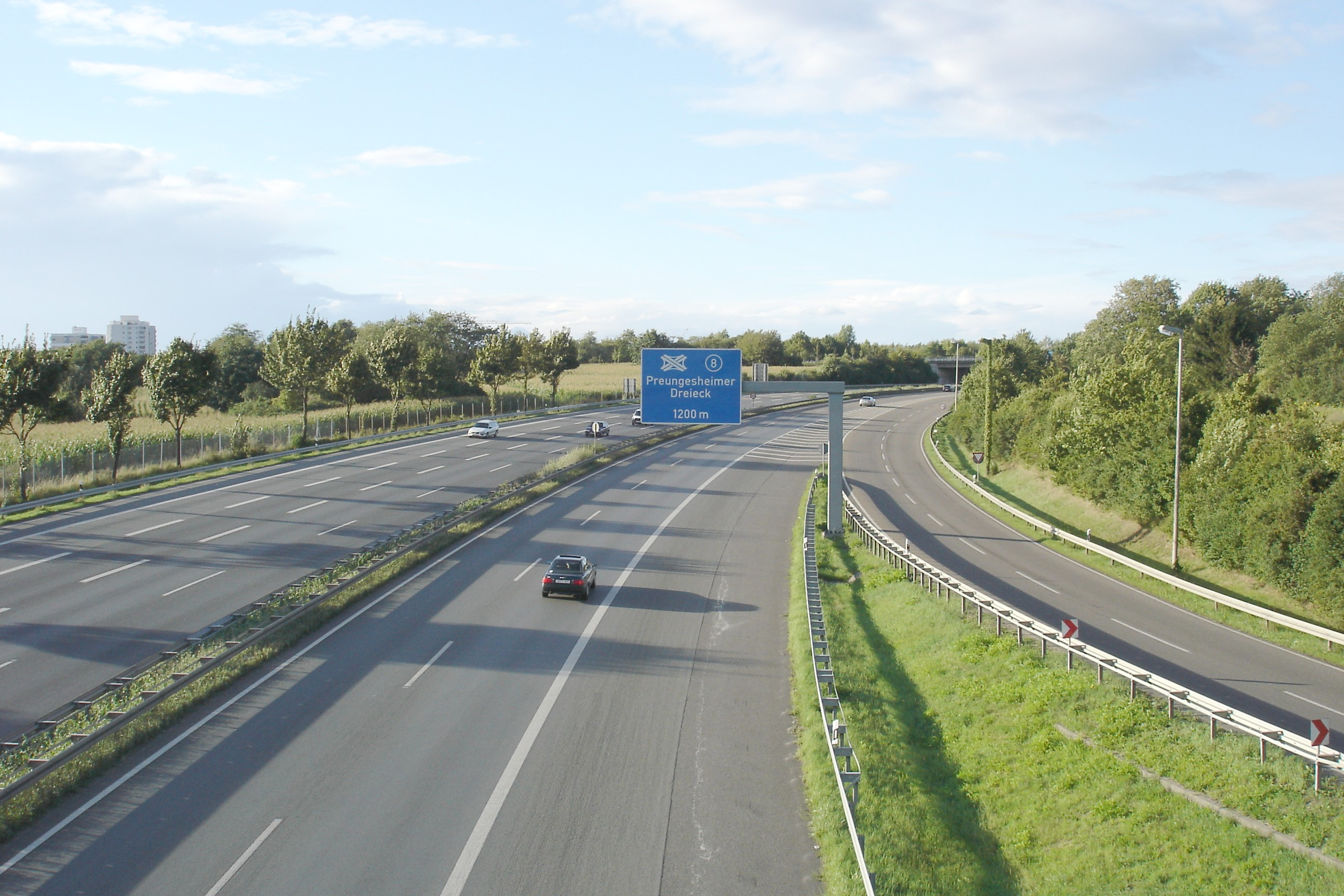
De A661 bij het Preungesheimer Dreieck.

Tussen de wijken Bornheim en Seckbach bevindt zich een bijzonder bouwwerk. De in 1995 gebouwde Galerie Seckbacher Landstraße diende enerzijds als brug over de autosnelweg, anderzijds functioneerde het als geluidswal. Boven op de galerie werd een klein park aangelegd. Dit bouwwerk is voorbereid op de aanleg van de Alleentunnel die voor de A66 gepland is.
Het zuidelijke einde bij Egelsbach is voorbereid op verlenging. De benodigde toe- en afritten richting Darmstadt zijn daartoe reeds geasfalteerd. De uitvoering van deze plannen is echter in 1980 opgegeven. Aan de noordelijke zijde gaat de A661 over in de B455 die verder voert richting Kronberg en Königstein im Taunus.
Op 15 juli 2007 kwam het bij Dreieich tot problemen met het wegdek. Dit was te wijten aan de hoge temperaturen. Hierdoor schoven de betonplaten over elkaar. Het gevolg was dat meerdere auto's beschadigd werden. De aansluiting moest in de richting Oberursel afgesloten worden, waardoor het verkeer over de parallelbaan geleid moest worden.